# Hawthorne (Nowy Jork)
Hawthorne – jednostka osadnicza w Stanach Zjednoczonych, w stanie Nowy Jork, w hrabstwie Westchester.